# Friedrich-Wilhelms-Gymnasium (Berlin)

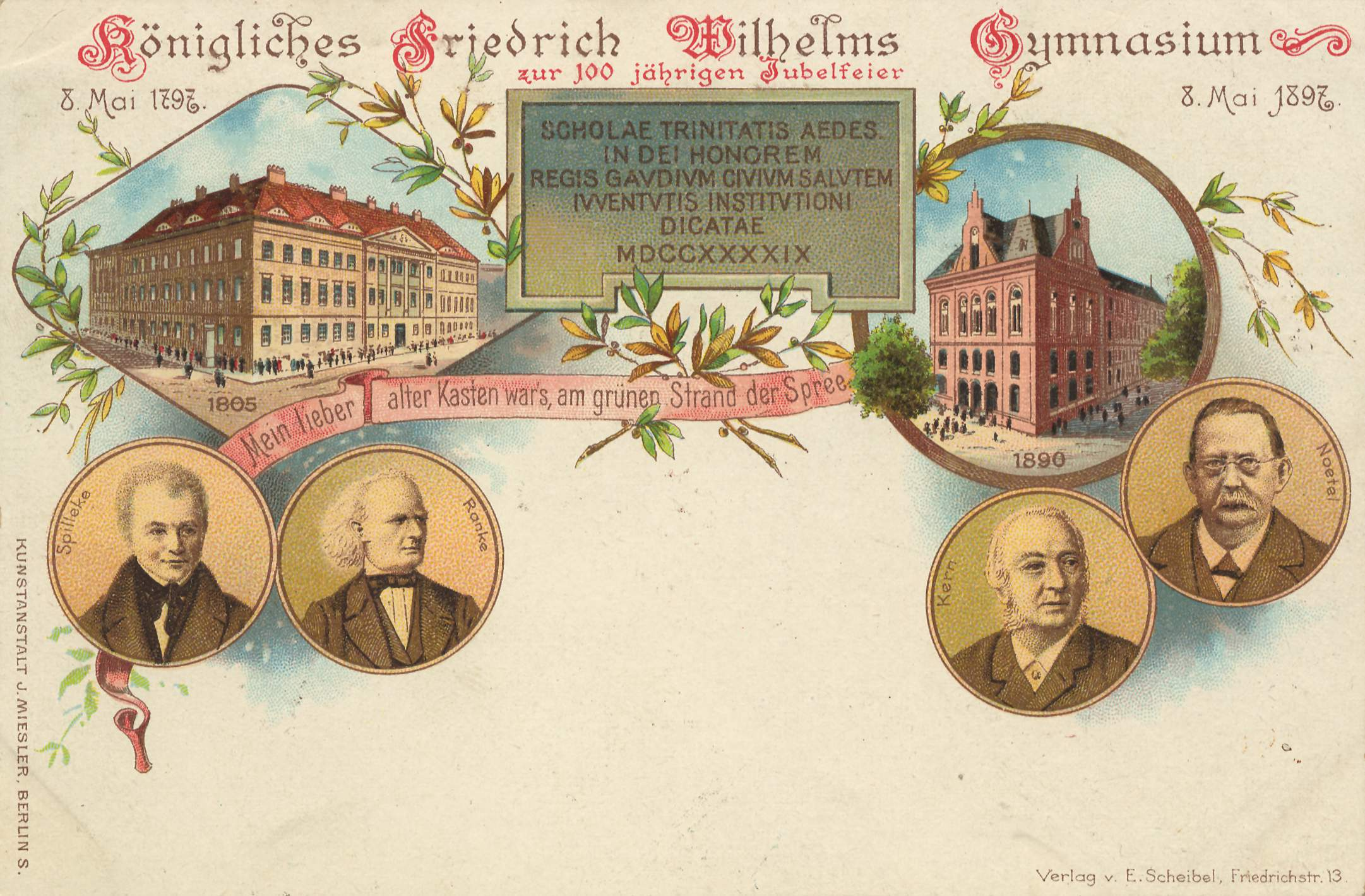
Postkarte zum hundertjährigen Bestehen des Friedrich-Wilhelms-Gymnasiums

Das Friedrich-Wilhelms-Gymnasium in Berlin war ein königliches Gymnasium, das von 1797 bis zum Ende des Zweiten Weltkriegs bestand. Seine Entstehung verdankt die Bildungseinrichtung der ersten Realschule in Berlin, die der Pietist Johann Julius Hecker 1747 gründete (ab 1783 „Königliche Realschule“). Die Schule wies nach 30 Jahren über 1400 Schüler auf, von denen einige das Pädagogium besuchten, eine Klasse, die mit den alten Sprachen zum Universitätsstudium führte. Die enormen Zuwächse an Schülern und das breite Lehrangebot führten zur Erweiterung und der Umwandlung des Pädagogiums in ein Gymnasium.

## Geschichte
Die Schule erhielt ihren Namen nach König Friedrich Wilhelm II., der aus Anlass des 50-jährigen Bestehens die erfolgreiche Realschule aufwerten wollte. Friedrich Wilhelm II. wies dem gymnasialen Teil ein eigenes Gebäude in der Kochstraße/Ecke Friedrichstraße zu. Friedrich Wilhelm III. ließ an dieser Stelle auf seine Kosten von 1803 bis 1805 durch Friedrich Becherer einen Neubau errichten. Damit war der Weg gebahnt, 1811 das Gymnasium organisatorisch abzutrennen. Doch blieb es mit der Realschule und der Mädchenschule (seit 1827 Elisabeth-Schule) unter einem gemeinsamen Rektor, zunächst dem Neffen des Gründers Andreas Jacob Hecker. Erst Rektor August Spilleke begann ab 1820 eine gründliche Erneuerung des Lehrstoffs und nahm weitere Schüler auf – von 508 (1820) auf 1458 (1841). Die Realschule wurde 1859 zur Realschule 1. Ordnung und 1882 zum Realgymnasium umbenannt; es trug seitdem den Namen Kaiser-Wilhelm-Realgymnasium. Das Gymnasium wurde eines der führenden humanistischen Gymnasien in Preußen.
Die Schulgebäude befanden sich an der Kochstraße in der Berliner Friedrichstadt. Das Gymnasium befand sich bis 1890 an der Kochstraße, Ecke Friedrichstraße 41 (1890 abgebrochen) und danach in einem nach Plänen von Baurat Friedrich Schulze von 1888 bis 1890 errichteten Neubau in der Kochstraße 13 (südlich). Realgymnasium und Elisabeth-Schule befanden sich in der Kochstraße 66 und 65 (nördlich). Alle Gebäude wurden im Zweiten Weltkrieg zerstört.
Schlagzeilen machte das Gymnasium, als die Väter von 36 Schülern gegen den Direktor Wilhelm Schjerning (1862–1917) eine Beschwerde beim Kultusministerium einreichten, weil dieser angeblich gegen die Schüler zu hart und ungerecht vorgegangen sei. Schjerning wurde vorgeworfen, dass er „jede Liebe und Freundlichkeit“ gegen die Schüler vermissen lasse und dass die Leistungen der Schüler „nicht sachgemäß und gleichmäßig“ beurteilt würden. Die Beschwerde der Väter wurde im Januar 1912 zurückgewiesen.
Nach dem Ersten Weltkrieg sollte die Schule aufgelöst und die Gebäude sollten aufgegeben werden. Doch die Eltern und der Elternrat erreichten den Erhalt, sogar ein komplettes neues Schulgebäude wurde geplant. Dieses war im Jahr 1929 fertig; es entstand nach Plänen von Baurat Heinrich Beckmann in der Zwillingestraße für rund 1,5 Millionen Mark. In dieser Summe war auch eine moderne neue Innenausstattung enthalten, wie Experimentierräume für Chemie, Physik, Biologie oder helle freundliche Zeichenräume. Erwähnenswert sind die Aula, die sogar eine Orgel erhielt, und die darunter befindliche Turnhalle.

## Lehrer
- Johann Heinrich Christian Barby
- Ferdinand Konrad Bellermann, Zeichenlehrer
- August Ferdinand Bernhardi, Rektor 1819/20
- Fritz Böhm (Volkskundler)
- Johann Friedrich Wilhelm Bötticher
- Eduard Bonnell
- Hermann Bonitz
- Julius Deuschle
- Karl Moritz Fleischer
- Gotthold Albert Gumlich
- Theodor Heinsius
- Friedrich Ludwig Jahn
- Friedrich Wilhelm Jungius
- Hermann Kern, Direktor 1876–1891
- Leo Koenigsberger
- Johann Christian Friedrich Kühnau
- Bernhard Kuhse
- Konrad Levezow
- Gottlieb Leuchtenberger
- Samuel Ferdinand Lubbe
- Hans Lucas
- Emil Walter Mayer
- Richard Noetel, Direktor 1891–1906
- Julius Plücker
- Karl Ferdinand Ranke, Rektor 1842–1876
- Woldemar Ribbeck, Hilfslehrer 1853–1858
- Gustav Adolf Rüthning
- Ludwig Scheeffer
- Arthur Schoenflies
- Paul Schwieger
- August Spilleke, Rektor 1820–1841
- Christian Gottlieb Friedrich Stöwe, Lehrer von 1780–1784
- Emil Taubert
- Friedrich Wagner
- Ludwig Adolf Wiese
- Ernst Ferdinand Yxem
- August Wilhelm Zumpt

## Schüler
- Bruno Bauer, Philosoph
- Adolf von Baeyer, Chemiker, Nobelpreisträger
- Richard Béringuier, Amtsrichter in Berlin und Mitgründer der Deutschen Hugenotten-Gesellschaft
- Hans von Beseler, General und Oberbefehlshaber im besetzten Polen
- Otto von Bismarck, Reichskanzler
- Max von Boehn, General und Oberbefehlshaber der Heeresgruppe Boehn
- Georg Bohlmann, Mathematiker
- Richard Bohn, klassischer Archäologe und Bauforscher
- Adolf Brecher, Pädagoge und Historiker
- Bruno Dammer, Geologe
- Walter Dietze, Verleger und Buchhändler
- Alexander Duncker, Buchhändler
- Georg Erbkam, Architekt
- Paul Glan, Physiker, Meteorologe und Hochschullehrer
- Gustav von Griesheim, preußischer Generalmajor und Militärpolitiker
- Paul Grüneberg, Mediziner
- Nicolaus Prinz von Handjery, Politiker
- Philipp Heimann, Verwaltungsjurist, Reichsrichter
- Kurt Hensel, Mathematiker
- Otto Hellwig, Politiker
- Paul Heyse, Schriftsteller
- Jakob van Hoddis, Dichter
- Carl Gustav Homeyer, Rechtshistoriker
- Johannes Horkel, Philologe und Schulleiter
- Georg Humbert, Unterstaatssekretär
- James Israel, Urologe und Chirurg
- Gustav Janke, Verleger
- Wolfgang Kapp, Urheber des Kapp-Putsches
- Max Kienitz, Forstmeister, Forstwissenschaftler und Naturschützer
- Karl August Koberstein, Literaturhistoriker
- Johann von Krohn, preußischer Generalmajor
- Johannes Lepsius, Orientalist
- Karl Lucae, Germanist und Hochschullehrer
- Arnold Mendelssohn, Mediziner
- Adalbert Mila, Amtsgerichtsrat und Militärhistoriker
- Carl Nerenz, Generalkonsul
- Salomon Neumann, Sozialmediziner und Kommunalpolitiker
- Friedrich August Berthold Nitzsch, Theologe
- Detlof von Oertzen, Verwaltungsjurist
- Gerhard Oestreich, Historiker
- Karl Pelte, Politiker, MdL
- Herman von Petersdorff, Historiker, Archivar und Autor
- Richard Plüddemann, Architekt
- Victor von Podbielski, Politiker
- Ernst Posner, Historiker und Archivar
- Wilhelm von Radziwill, General der Infanterie
- Karl von Reitzenstein, Historiker
- Karl Julius Riedel, königlich preußischer Generalmajor
- Paul Tillich, Theologe
- Rudolf Schlechter, Botaniker
- Paul Le Seur, Theologe
- Otto Soltmann, Mediziner
- Carl Westphal, Psychiater und Neurologe
- Ludwig Adolf Wiese, Leiter der Gymnasialabteilung im preußischen Kultusministerium
- Hans Wolff, Kunsthistoriker und Verleger